# Codex Traditionum Westfalicarum
Codex Traditionum Westfalicarum heißt eine Urkundensammlung für den Raum Westfalen.
Sie wurde in sieben Bänden von Franz Darpe, Ernst Friedländer und dem Verein für Geschichte und Altertumskunde Westfalens, II, Münster in den Jahren 1872 bis 1914 veröffentlicht.
Zu den hauptsächlichen Quellen zählten Lagerbücher, Lebensregister, Lehnsregister sowie Hebe- und Einkünftelisten der Klöster.
Eine Reproduktion wurde von der Historischen Kommission für Westfalen 1960 zusammen mit dem Verlag Aschendorff herausgegeben.

## Bände
- Bd. 1: Kloster Freckenhorst.
- Bd. 2: Die ältesten Verzeichnisse der Einkünfte des Münsterschen Domkapitels. Münster (1886), 307 S. 
(Veröffentlichungen der Historischen Kommission der Provinz Westfalen 4,2) Digitalisat
- Bd. 3: Die Heberegister des Klosters Ueberwasser und des Stiftes St. Mauritz, Münster (1888) 329 S. 
 (Veröffentlichungen der Historischen Kommission der Provinz Westfalen 4) Digitalisat
- Bd. 4: Einkünfte- und Lehns-Register der Fürstabtei Herford sowie Heberollen des Stifts auf dem Berge bei Herford. Münster, 1892
- Bd. 5: Verzeichnis der Güter, Einkünfte und Einnahmen des Ägidii-Klosters, der Kapitel an St. Ludgeri und Martini sowie der Georgskommende in Münster, ferner der Klöster Vinnenberg, Marienfeld und Liesborn., Münster, 1900
- Bd. 6: Güter- und Einkünfteverzeichnisse der Klöster Marienborn und Marienbrink in Coesfeld, des Klosters Varlar sowie der Stifter Asbeck und Nottuln. Münster, 1907
- Bd. 7: Güter- u. Einkünfteverzeichnisse der Stifter Langenhorst, Metelen, Borghorst, sowie der Klöster Gross- u. Klein-Burlo. Münster, 1914